# Emilio Correa Bayeux
Emilio Correa Bayeux (Havana, 12 de outubro de 1985) é um boxista cubano que representou seu país nos Jogos Olímpicos de Verão de 2008, realizados em Pequim, na República Popular da China. Competiu na categoria médio onde conseguiu a medalha de prata após perder a luta final para o britânico James DeGale por pontos (14–16). A luta iria para o "Countback", caso não tivesse mordido o adversário e sido penalizado em 2 pontos.
É filho do também boxeador Emilio Correa, medalhista de ouro nos Jogos Olímpicos de 1972 em Munique.